# 刘云圻
刘云圻（1949年2月—），男，江苏靖江人，中国物理化学家，中国科学院院士。现任中国科学院化学研究所有机固体重点实验室研究员、博士生导师。

## 生平
1975年于南京大学化学系毕业后分配到中科院化学所工作至今。其中，1985年至1988年在日本理化学研究所进修；1991年毕业于日本东京工业大学，获博士学位。1997年至1998年在美国东北大学进行访问研究；2000年3月至6月美国俄亥俄州立大学和华盛顿大学访问教授；2003年至2009年受聘为清华大学化学系兼职教授；2008年至2010年受聘为武汉大学化学系兼职教授。2011年至今受聘为华中科技大学化学系兼职教授。
2015年当选为中国科学院院士。